# Rainer Dietrich (Linguist)
Rainer Dietrich (* 16. August 1944 in Freiburg im Breisgau) ist ein deutscher Sprachwissenschaftler, Psycholinguist und Hochschullehrer.

## Leben und Wirken
Rainer Dietrich legte seine Reifeprüfung 1964 in Saarbrücken ab. Anschließend studierte er bis 1971 an der Universität des Saarlandes Germanistik und Philosophie. 1974 promovierte er dort bei Hans Eggers. Von 1971 bis 1973 war er wissenschaftlicher Mitarbeiter an einem DFG-Sonderforschungsbereich und habilitierte sich 1974 für Germanistische und angewandte Linguistik. Von 1974 bis 1993 hatte er eine Professur an der Universität Heidelberg inne und amtierte von 1983 bis 1985 als Prorektor der Universität. 1993 wurde er Professor für Psycholinguistik an der Humboldt-Universität zu Berlin. 1987 wurde er Honorarprofessor an der Fremdsprachenuniversität Shanghai.

## Veröffentlichungen (Auswahl)
- Automatische Textwörterbücher. Studien zur maschinellen Lemmatisierung verbaler Wortformen des Deutschen (= Linguistische Arbeiten, Bd. 2). Niemeyer, Tübingen 1973, ISBN 3-484-10167-9 (= Dissertation Universität des Saarlandes).
- (mit Wolfgang Klein): Computerlinguistik. Eine Einführung. Kohlhammer, Stuttgart 1974, ISBN 3-17-001500-1.
- Generative Linguistik für Psychologen. Kohlhammer, Stuttgart 1976, ISBN 3-17-001730-6.
- (Hrsg.): Aspekte des Fremdsprachenerwerbs. Scriptor-Verlag, Kronberg/Ts. 1976, ISBN 3-589-20504-0.
- (mit Mary Carroll u. Günther Storch): Learner language and control (= Europäische Hochschulschriften, Reihe 1, Bd. 637). Lang, Frankfurt/M. 1983, ISBN 3-8204-7501-X.
- Communicating with Few Words. In: Rainer Dietrich(Hrsg.): Language processing in social context (= North Holland linguistic series, Bd. 54). North Holland, Amsterdam 1989, S. 233–276, ISBN 0-444-87144-6.
- Modalität im Deutschen. Zur Theorie der relativen Modalität. Westdeutscher Verlag, Opladen 1992, ISBN 3-531-12364-5.
- Wahrscheinlich regelhaft. Gedanken zur Natur der inneren Sprachverarbeitung. Antrittsvorlesung. Humboldt-Universität Berlin 1995.
- (Hrsg.): Communication in high risk environments (= Linguistische Berichte, Sonderheft 12). Buske, Hamburg 2003, ISBN 3-87548-342-1.
- (Hrsg., mit Kateri Jochum): Teaming up. Components of safety under high risk. Ashgate, Aldershot 2004, ISBN 0-7546-3435-3.
- (Hrsg.): Group interaction in high risk environments. Ashgate, Aldershot 2004, ISBN 0-7546-4011-6.
- (mit Christoph Bode): Future narratives. Theory, poetics, and media-historical moment (= Narrating futures, Bd. 1). de Gruyter, Berlin 2013, ISBN 978-3-11-027212-3.
- (mit Johannes Gerwien): Psycholinguistik. 3. aktualisierte u. erw. Aufl. Metzler, Stuttgart 2017, ISBN 978-3-476-02644-6.

Festschrift
- Katharina Spalek u. Juliane Domke (Hrsg.): Sprachliche Variationen, Varietäten und Kontexte.  Beiträge zu psycholinguistischen Schnittstellen. Festschrift für Rainer Dietrich. Stauffenburg-Verlag, Tübingen 2012, ISBN 3-86057-514-7.